# قدمغاة سفلي (مقاطعة آبادة)
قدمغاة سفلي (بالفارسية: قدمگاه سفلی) هي قرية تقع في الناحية المركزية في قسم خسروشيرين الريفي في إيران.